# 122
Glej tudi: število 122
122 (CXXII) je bilo navadno leto, ki se je po julijanskem koledarju začelo na sredo.

## Dogodki
- 1. januar
- začetek gradnje Hadrijanovega zidu